# Assynt

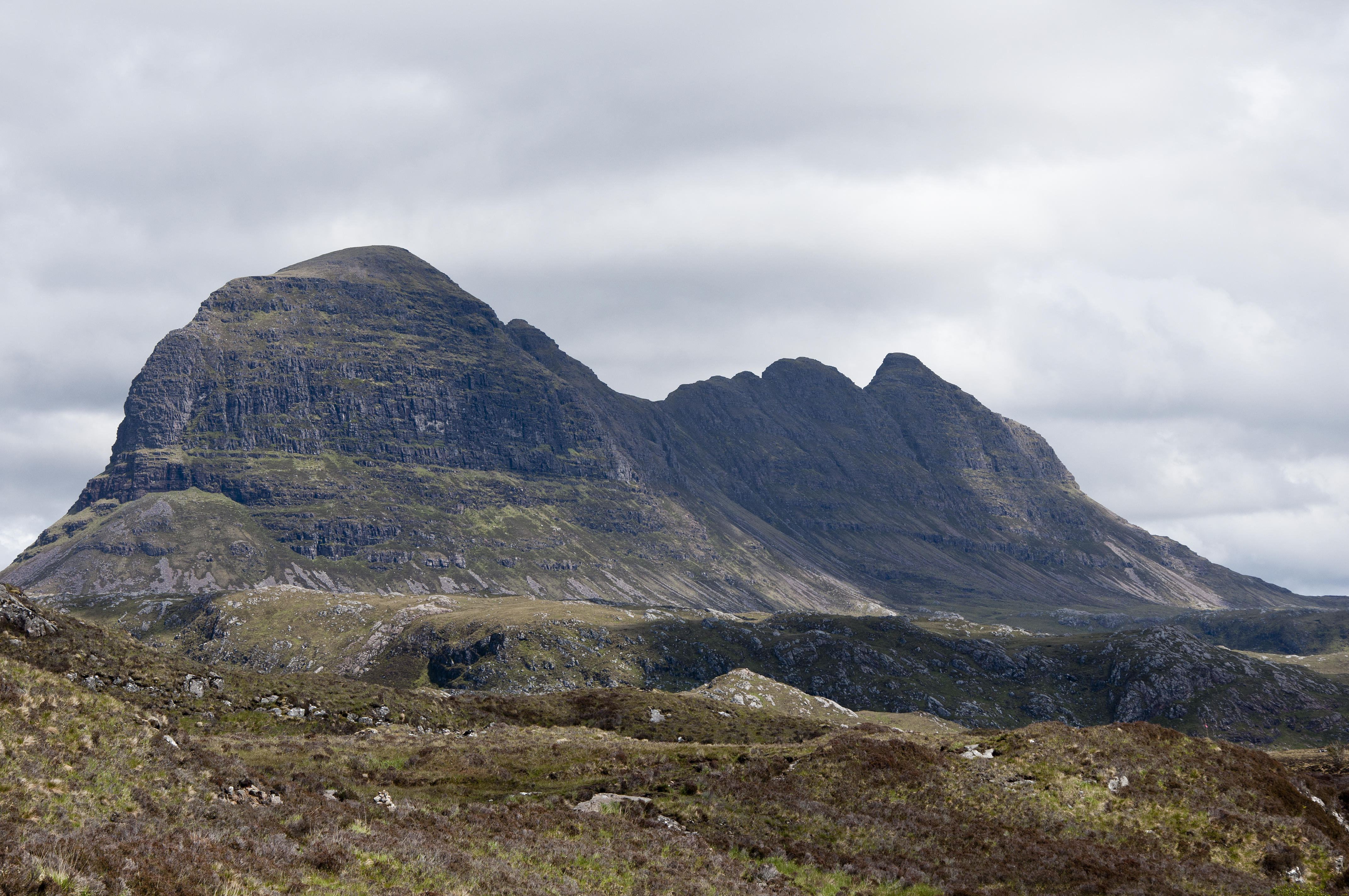
Suilven, opgebouwd uit Torridonian, op een bed van gneis

Assynt (Schots-Gaelisch: Asainte) is een civil parish en een onderscheiden geografisch en cultureel gebied in Sutherland, in het noordwesten van Schotland. Volgens de legende oefenden de Noorse goden hier het creëren van bergen. De noordelijke grens van Assynt wordt gevormd door Loch Cairnbawn en zijn oostelijke uitlopers Loch Glendhu en Loch Glencoul. De waterscheiding van Conival, Beinn Uidhe en Ben More Assynt liggen op de oostelijke grens. In het zuiden zijn het Loch Veyatie, Fionn Loch en de rivier Kirkaig die het gebied afbakenen en de grens vormen met Coigach. De Atlantische Oceaan vormt de westelijke grens.
De naam van het gebied zou afgeleid zijn van een Oudnoors woord dat rotsachtig betekent, of van een Schots-Gaelisch woord as agus innte dat in en uit betekent. Ze karakteriseren beide het unieke landschap van Assynt. Assynt is een van de dunst bevolkte gebieden van Groot-Brittannië waar bergtoppen omhoog rijzen te midden van vlak veenlandschap.
Schotse geologen bewezen hier voor het eerst het bestaan van een overschuiving, de Moine-overschuiving.

## Plaatsen en bezienswaardigheden in Assynt
- Lochinver: een vissersdorp dat in de 19e eeuw werd gesticht, in de baai van Loch Inver met het Assynt Visitor Centre
- Inchnadamph: een hotel en een bunkhouse, een kerkje en een handvol huizen aan de oever van Loch Assynt en de Bone Caves met oude menselijke skeletten uit 3000 v. Chr.
- Stoer Head Lighthouse: een vuurtoren op het schiereiland Stoer bij Stoer en de Old Man of Stoer
- Eas a' Chual Aluinn, de hoogste waterval van Groot-Brittannië, 8 km ten zuidoosten van Kylesku
- Achiltibuie en de Summer Isles
- Clachtoll Broch in Clachtoll

## De lochs en rivieren van Assynt
- de lochs bovenaan vermeld
- Loch Assynt: hier liggen Calda House en Ardvreck Castle en is het oude gneis, bedekt met Torridonian duidelijk zichtbaar op de zuidelijke oever
- de Kirkaig met de Falls of Kirkaig
- de Inver die uit Loch Assynt stroomt en uitmondt in Loch Inver
- Loch Broom

## De bergen van Assynt
- Ben More Assynt: een Munro, 998 m hoog uit verpulverd kwartsiet met uitzicht over een groot deel van Schotland
- Canisp:
- Cùl Beag:
- Cùl Mòr:
- Stac Pollaidh: een berg waarvan de toppen niet door gletsjers werden geërodeerd
- Quinag: gelegen tussen Loch Glencoul en Loch Assynt met drie toppen
- Suilven: 731 m hoog en door velen beschouwd als het icoon van het noordwesten

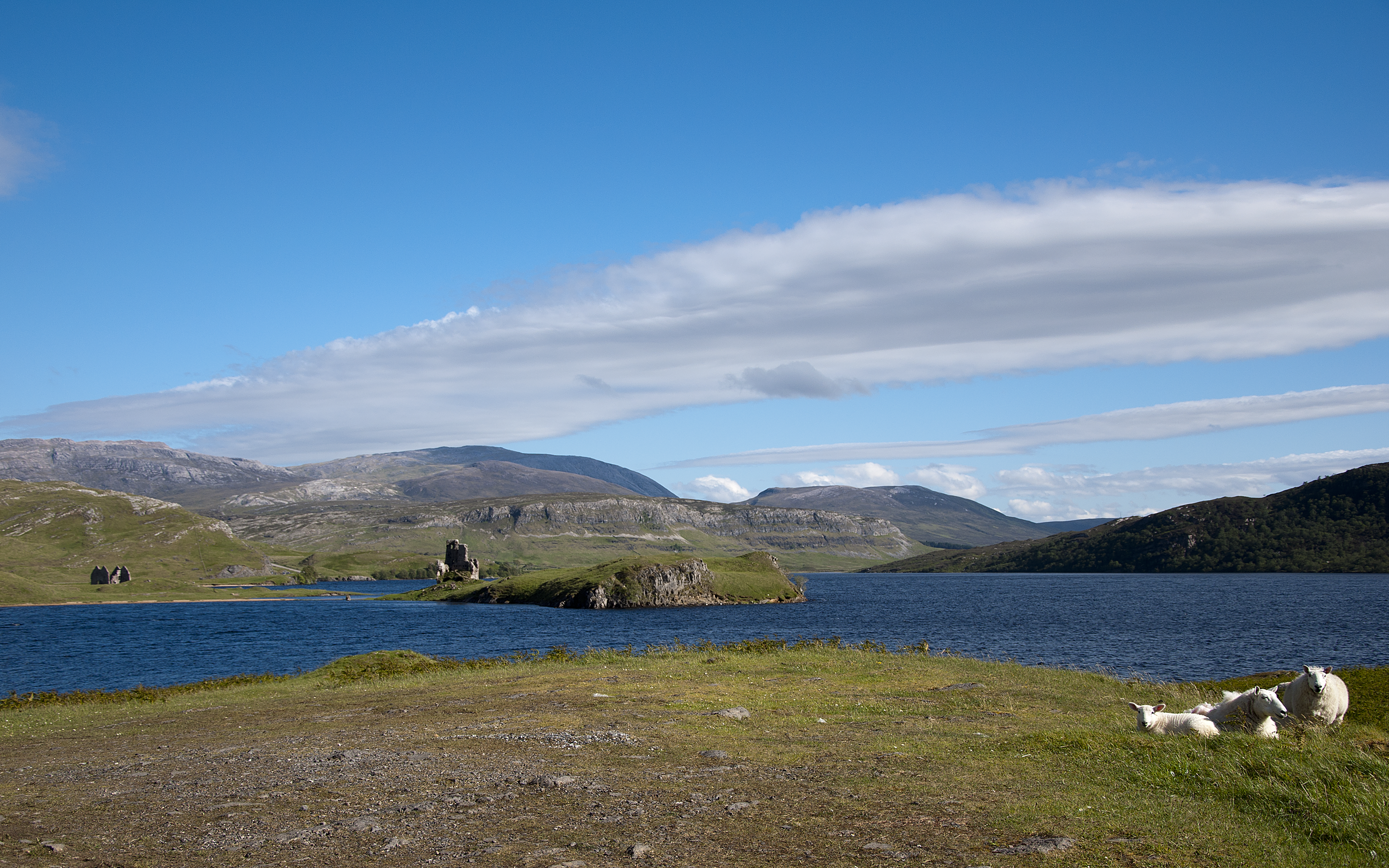
Loch Assynt met Ardvreck Castle en Calda House
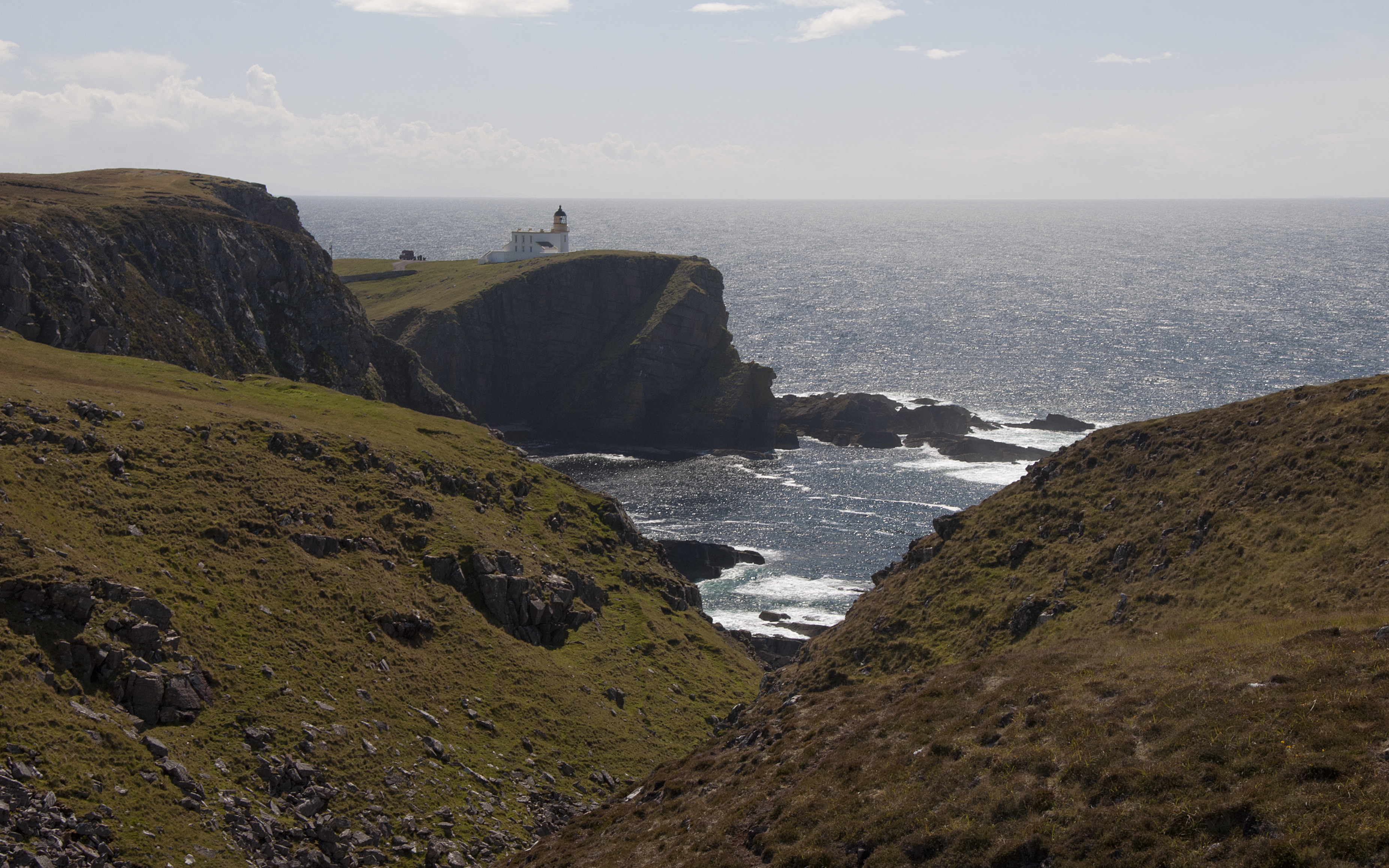
Stoer Head Lighthouse
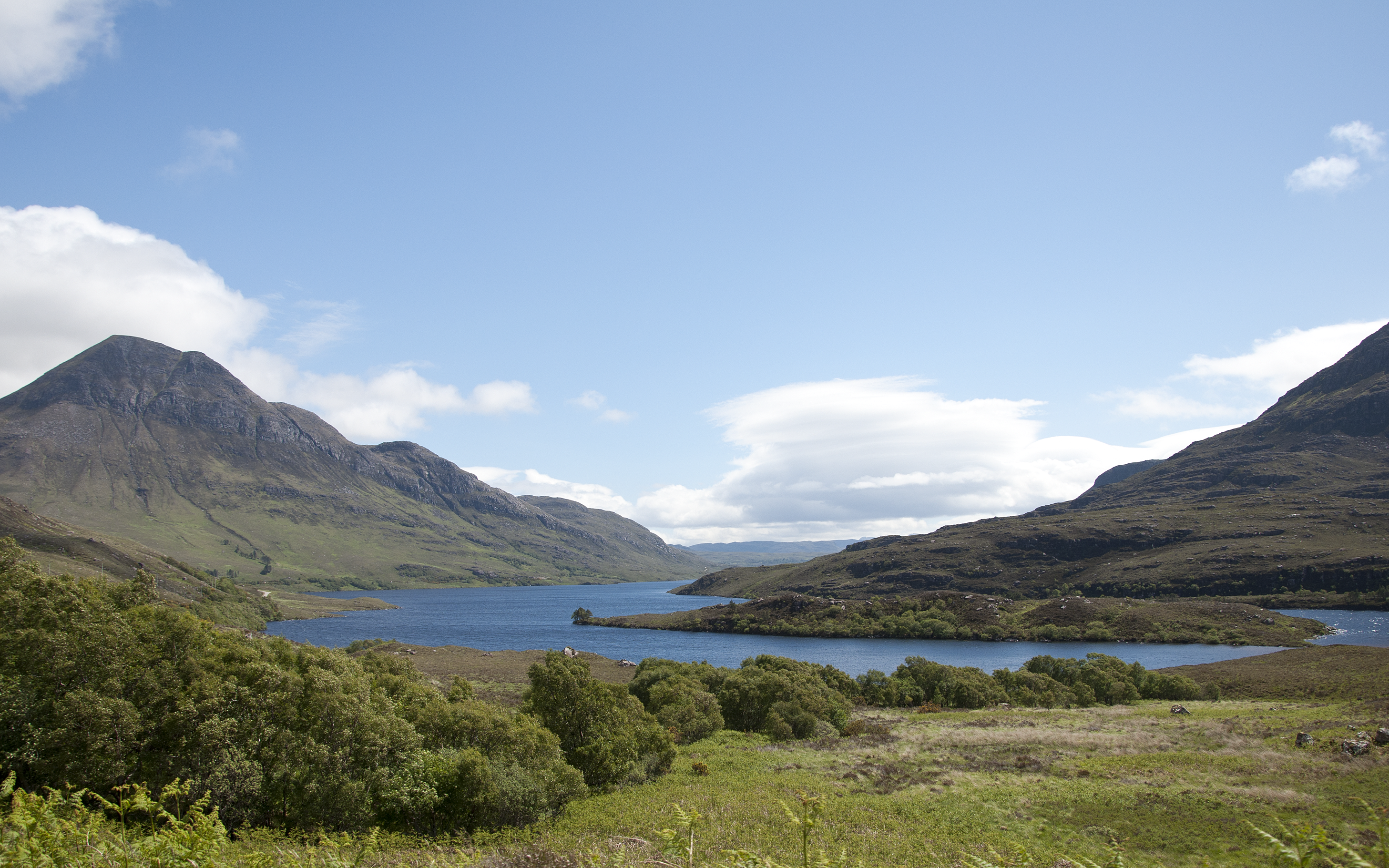
Loch Lurgainn met Cùl Beag (links)
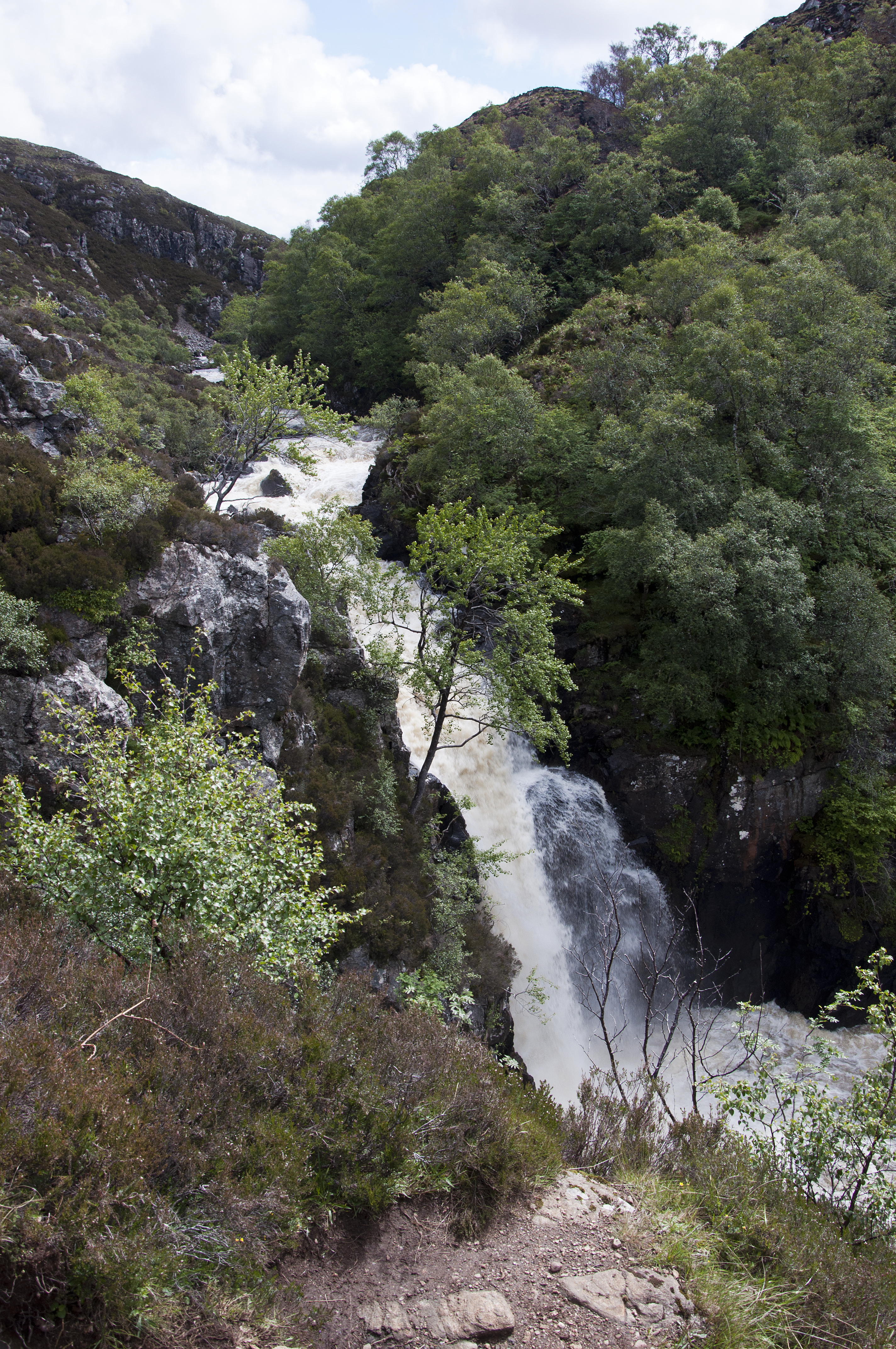
Falls of Kirkaig
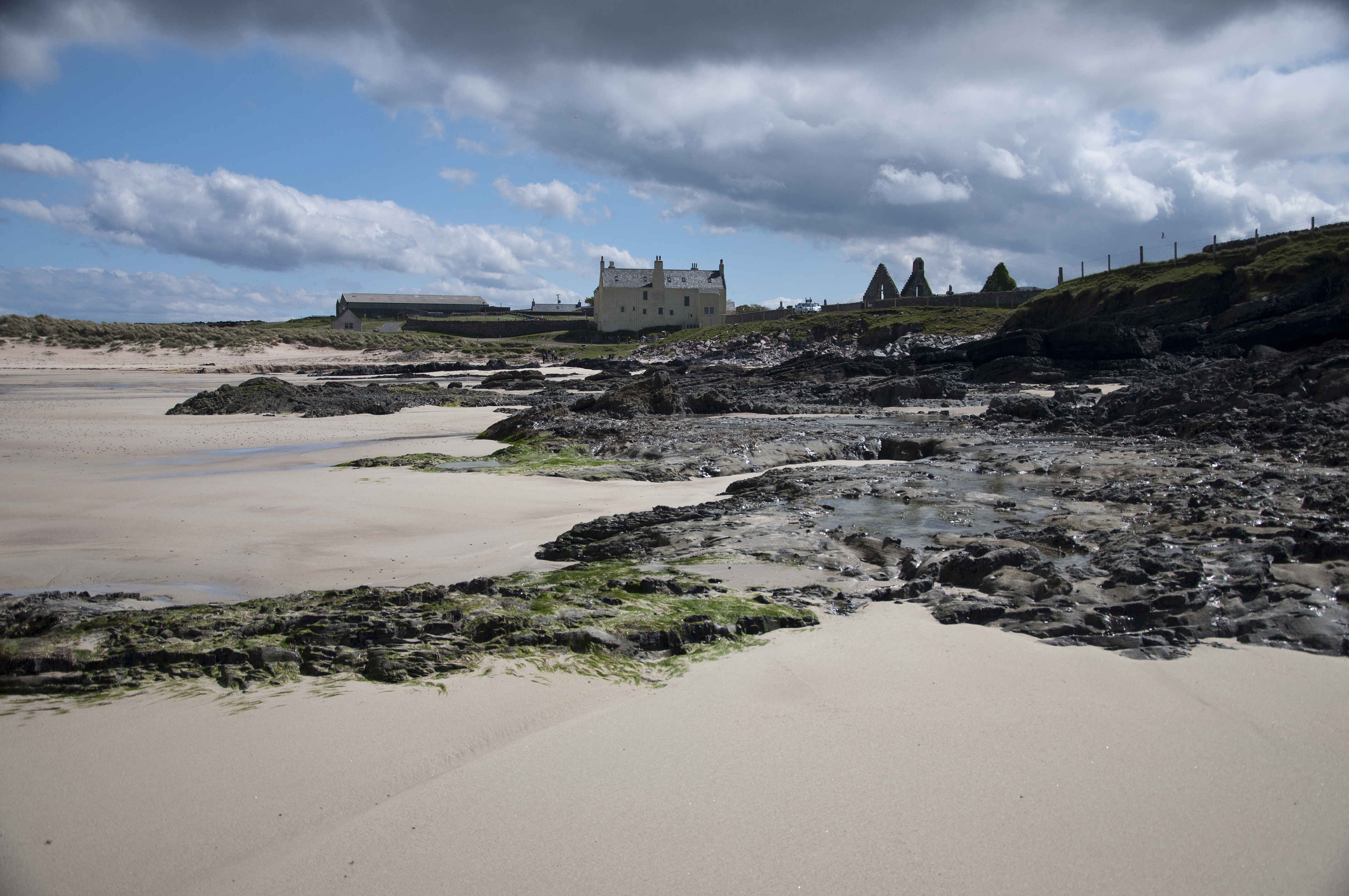
Balnakeil Bay met Balnakeil Church en Balnakeil House